# غروس فان
غروس فان (بالإنجليزية: Gros Van)‏ هو أحد جبال سلسلة جبال الألب البرنية ويقع في كانتون فود في سويسرا. يحتل المرتبة رقم 361 في قائمة جبال سويسرا من حيث الارتفاع، إذ يبلغ ارتفاعه حوالي 2189 متر، بينما يبلغ ارتفاع نتوء الجبل 528 متر.